# Dzibułki
Dzibułki (ukr. Зіболки) – wieś w rejonie lwowskim (wcześniej w rejonie żółkiewskim) obwodu lwowskiego, założona w 1399 r. W II Rzeczypospolitej miejscowość była siedzibą gminy wiejskiej Dzibułki. Wieś liczy 1201 mieszkańców.
Własność Herburtów w połowie XVI wieku, położona była w ziemi lwowskiej.